# San Juan del Río (kommun), Durango
San Juan del Río är en kommun i Mexiko.   Den ligger i delstaten Durango, i den centrala delen av landet, 800 km nordväst om huvudstaden Mexico City. Antalet invånare är 11 855. Arean är 1 279 kvadratkilometer.
Terrängen i San Juan del Río är kuperad.
Följande samhällen finns i San Juan del Río:
- San Juan del Rio
- Pueblo Nuevo Francisco de Ibarra
- Ignacio López Rayón
- El Terrero
- Toledo
- Francisco de Ibarra
- Estancia Blanca
- Colonia Benito Juárez
- Charco Hondo